# Шилтрон
Шилтрон (англ. schiltron, также известен как англ. schiltrom или англ. shiltron; произносится [skil-tron]) — плотное круговое построение с копейщиками в первых рядах (circles of spearmen). Изначально, при Уоллесе, построение было чисто оборонительным (тогда первыми в средневековой Европе шотландцы применили длинные «пехотные» копья). Брюс при Бэннокберне (1314) привёл его в движение (заставив англичан сражаться на неудобной для них территории). Этот успех так воодушевил шотландцев, что они повторяли его вплоть до самоубийственных случаев при Дапплин-Муре (1332) или Хэлидон-Хилле (1333).
У Брайанта в «The Age of Chivalry» и в фактически пересказывающем его выпуске Osprey шилтрон описывается как «tight box formations» (в русском издании это переведено, как «плотные прямоугольники»). Но тот же Брайант описывает шилтроны при Бэннокберне, как «три огромных ощетинившихся шара», «медленно движущуюся стальную стену». Вальтер де Гизборо описывал шотландские шилтроны перед битвой при Фолкерке (1298) как «круглые по форме… [с людьми] стоящими плечом к плечу в глубоком построении и лицом к внешней линии круга, с копьями выставленными вперёд и вверх».
Тут нет противопоставления. В движении круговое построение сохранять невозможно; волей-неволей оно должно было трансформироваться в нечто подпрямоугольное, вытянутое — каре или «колонну».
Данное построение применялось шотландцами:
1. Уильямом Уоллесом при Фолкерке (1298)
2. Томасом Рэндольфом в первый день битвы при Бэннокберне (1314)

В линейных построениях:
1. В ходе основной битвы при Бэннокберне (1314)
2. Митоне[en] (1319)
3. Дапплин-Мур (1332)
4. Хэлидон-Хилл (1333)
5. Кулблине[en] (1335)
6. Нэвиллс-Кросс (1346)
7. Оттерберн (1388)

## Комментарии
1. ↑  Linklater, Eric. The Survival of Scotland. — Garden City, New York, USA: Double Day, 1968.
2. ↑  Артур Брайант. Эпоха рыцарства в истории Англии. Дата обращения: 20 июня 2008. Архивировано 3 ноября 2014 года.
3. ↑  Spencer-Churchill, Winston L. A History of the English-Speaking Peoples, Volume 1, The Birth of Britain (New York: Bantam Books, 1974, 12h printing), p.225.
4. ↑  Источник. Дата обращения: 20 июня 2008. Архивировано 1 июля 2013 года.